# Підтримування пластового тиску
Підтримування пластового тиску (рос. поддержание пластового давления; англ. maintenance of reservoir pressure, repressuring; нім. Aufrechterhaltung f des Schichtdrucks) — процес природного або штучного зберігання тиску в продуктивних пластах нафтових покладів на початковому або запроєктованому рівні з метою досягнення високих темпів видобування нафти і збільшення повноти її вилучення.
Підтримування пластового тиску при розробці нафтових покладів можуть здійснювати за рахунок природного активного водонапірного або пружно-водонапірного режиму, штучного водонапірного режиму, який створюється внаслідок нагнітання води в пласти-колектори при законтурному або приконтурному, а також при внутрішньоконтурному заводненні. Застосування підтримування пластового тиску різко збільшує темпи відбирання нафти, скорочує терміни розробки нафтового покладу, забезпечує високі кінцеві коефіцієнти нафтовилучення.